# 16650 Sakushingakuin
16650 Sakushingakuin este un asteroid din centura principală de asteroizi.

## Descriere
16650 Sakushingakuin este un asteroid din centura principală de asteroizi. A fost descoperit pe 11 octombrie 1993 la Kitami de Kin Endate și Kazuro Watanabe. Asteroidul prezintă o orbită caracterizată de o semiaxă mare de 2,31 ua, o excentricitate de 0,12 și o înclinație de 8,2° în raport cu ecliptica.